# Charanyca evidens
Charanyca evidens är en fjärilsart som beskrevs av Carl Peter Thunberg. Charanyca evidens ingår i släktet Charanyca och familjen nattflyn. Inga underarter finns listade i Catalogue of Life.